# 12286 Poiseuille
12286 Poiseuille este un asteroid din centura principală de asteroizi.

## Descriere
12286 Poiseuille este un asteroid din centura principală de asteroizi. A fost descoperit pe 8 aprilie 1991 la Observatorul La Silla de Eric Walter Elst. Asteroidul prezintă o orbită caracterizată de o semiaxă mare de 2,24 ua, o excentricitate de 0,06 și o înclinație de 2,1° în raport cu ecliptica.